# المهرجان القومي للفراولة
المهرجان القومي للفراولة هو مهرجان يقام في بلفيل وهو احتفال الفلاحيين بمحصول الفراولة الخاصة بهم. مدته ثلاثه أيام في الأسبوع الثالث من شهر يونيو، يقدم الحدث أشطة عديدة للناس من مختلف الأعمار. بالتعاون مع كنائس المنطقة والمدارس ، تتضمن بعض الأحداث ما يلي:
1. لعبة البينجو
2. حلويات الفراولة
3. موكب
4. عرض السيارات
5. مسابقة ملكة الفراولة
6. فعاليات ترفهيه حية

يستقطب المهرجان كل عام أكثر من 200000 شخص من جنوب شرق ميشيغان وأبعد.